# Beukendopgeweizwam
De beukendopgeweizwam (Xylaria carpophila) is een zwam uit de familie van de Xylariaceae. De soort is algemeen in Nederland en Vlaanderen. De Nederlandse naam van de saprofyt is afgeleid van de plaats waar de beukendopgeweizwam groeit, namelijk in de napjes van de beukennoot nadat deze op de grond zijn gevallen. Het bovenste deel van het vruchtlichaam heeft een zwarte kleur. In de maanden april en mei heeft het vruchtlichaam echter een witte tot een blauwe-grijze kleur door de conidiën.

## Kenmerken
De beukendopgeweizwam vormt 0,5 tot 3 cm lange en 0,5 tot 1,3 mm brede, donkere, draadachtige stromata bestaande uit vegetatief mycelium, waarin de eigenlijke perithecia in het volwassen stadium in de bovenste helft zijn verzonken. Onrijpe huidmondjes zijn wit gepoederd door conidiale sporen, volwassen vruchtlichamen zijn donker van kleur, verdikt in de bovenste helft en wrattig door de perithecia, het onderste deel is fijn vervilt. 
Het stroma, dat van binnen wit is, kan eenvoudig vertakt zijn in het bovenste gedeelte. Deze vertakkingen hebben de vorm van een gewei of een gevorkte vorm. De vertakkingen zijn tussen de twee en de zes centimeter lang en tussen de twee en vijf millimeter breed. Ze kunnen tevens afgeplat cilindrisch van vorm zijn.
De steel van de zwam is behaard en heeft een zwarte kleur. 

## Synoniemen
- Sphaeria carpophila Pers. 1796
- Xylosphaera carpophila (Pers.) Dumort. 1822
- Hypoxylon carpophilum (Pers.) Link 1833
- Xylaria carpophila var. carpophila (Pers.) Fr. 1849
- Xylaria carpophila var. luxurians Rehm 1901
- Xylaria luxurians (Rehm) Lloyd 1918
- Xylosphaera luxurians (Rehm) Dennis 1958[2]